# 劳森试剂
劳森试剂（Lawesson试剂、LR），也称劳氏试剂，是常用于制取有机硫化合物的一个化学试剂。它是微黄色的固体粉末，具有强烈难闻的腐烂气味。1956年首先由芳烃与十硫化四磷反应制得。瑞典化学家Sven-Olov Lawesson仔细研究了其与有机化合物的反应，使其应用大大推广，因此名称也由此得来。
劳森试剂是一个氧硫交换试剂，最常见的应用是硫代酰胺的制取。

## 制备
将十硫化四磷（五硫化二磷）与苯甲醚混合，加热回流反应。至反应液澄清，不再有硫化氢产生时，冷却，将晶体过滤并在甲苯或二甲苯中重结晶，便得到劳森试剂。
该试剂具有强烈难闻的气味。制备反应应当于通风橱中进行。反应后的器具用次氯酸钠洗涤。

## 机理
劳森试剂的分子含有硫和磷交替组成的四元环结构。加热时发生解聚，生成两个不稳定的硫代磷叶立德（R-PS2），它们是主要的反应活性中间体。用两个取代基不同的劳森试剂反应时，在产物的31P NMR谱中观测到了取代基发生互换的分子，因此证实了中间体R-PS2的存在。

## 应用
劳森试剂是一个氧硫交换试剂，其最常用的用途是将羰基化合物转化为硫酮化合物，可以反应的底物包括酮、酯、内酯、酰胺、内酰胺、醌等。富电子的羰基更容易反应。与α,β-不饱和醛酮反应时，双键不受影响。
关于劳森试剂的综述，参见：。
劳森试剂与麦芽酚反应时只有两个氧原子被硫取代：
其他：
- 脂肪族、芳香族和杂环芳香一级酰胺都可较好地与劳森试剂反应。十硫化四磷也是常用的硫化试剂，但它的使用有时会使酰胺分解产生腈和硫化氢，从而使反应产率降低；
- 高氯酸银与劳森试剂的混合物可以用作亲氧的路易斯酸，催化二烯烃与α,β-不饱和醛的狄尔斯-阿尔德反应；
- 1,4-二酮与劳森试剂反应环化为噻吩。用十硫化四磷也可以反应，但反应需要的温度更高；
- 劳森试剂与亚砜反应生成硫代产物，然后脱硫生成硫醚。因此可作亚砜的还原剂；
- 劳森试剂与苯环上邻位连有羟基或氨基的酰胺反应产率不高，原因是生成了如下的副产物。该反应可用于硫代单烷基膦酸酯类化合物的制取：

## 相关试剂

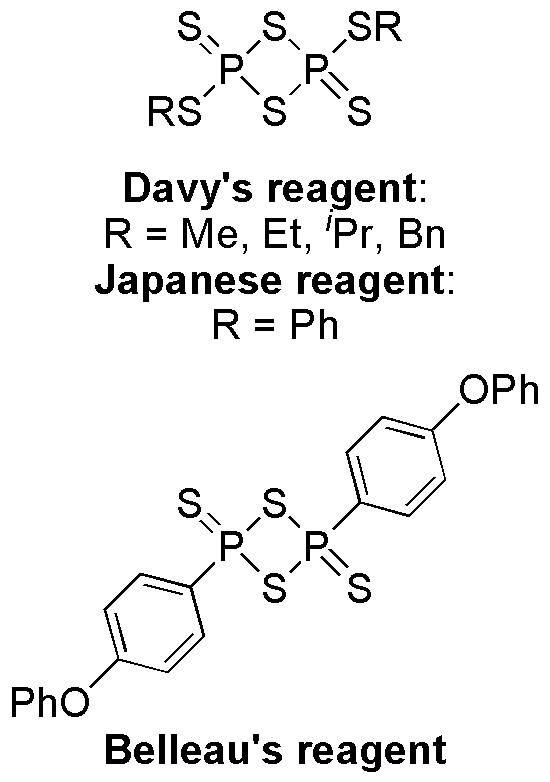
与劳森试剂相关的化合物。它们全部具有1,3,2,4-二硫杂二磷杂环丁烷-2,4-二硫化物结构。

很多类似于劳森试剂的化合物都已经制得，它们比劳森试剂更容易使用，反应条件温和，产率也比较高。甲氧基苯基被烷基（如甲基、乙基、异丙基、丁基）硫基取代后，形成的试剂称为Davy试剂（DR），取代基为苯基硫基时称为Japanese试剂（JR），为对苯氧基苯基时称为Belleau试剂（BR）。它们都可由相应的硫醇与十硫化四磷制备。